# Stilbe ericoides
Espèce
Stilbe ericoides est une espèce de plante à fleurs de la famille des Stilbaceae. Le genre végétal Stilbe a été décrit en 1767, à l'origine comme faisant partie des Verbenaceae, mais le genre est maintenant placé dans la famille des Stilbaceae. Le genre entier est endémique de la région de la province du Cap en Afrique du Sud,,.

## Description
Stilbe ericoides est un arbustedont les feuilles sont regroupées en verticilles et peuvent être érigées ou réfléchies. Leurs bords sont révolutifs. Les fleurs sont bisexuées et placées à l'aisselle des bractées, avec deux bracteoles étroites. Elles sont portées par des épis terminaux courts et denses. Le calice peut être tubulaire ou divisé. La corolle est en forme d'entonnoir avec des lobes à peu près aussi longs que le tube, souvent avec un anneau de poils blancs dans la gorge, mais sans poils à l'extérieur. Quatre étamines sont insérées dans l'embouchure de la corolle. L'ovaire est entier, avec deux loculi, bien qu'ils ne soient pas toujours bien séparés. Chaque loculus contient un seul ovule dressé ; le style est térébrant et le stigmate simple, bien que parfois légèrement bifide à l'extrémité. Le fruit est oblong, enfermé dans le calice. Conformément à la structure de l'ovaire, le fruit est généralement bilobé et biloculaire, mais parfois par avortement, il peut n'y avoir qu'un seul locule et une seule graine. La graine est indéhiscente et sa testa est réticulée.

## Répartition et habitat
Stilbe ericoides est endémique aux régions de fynbos. Il existe environ une demi-douzaine d'espèces de Stilbe et chacune est présente dans des zones limitées du fynbos s'étendant d'environ Clanwilliam à Riversdale.

## Utilisation
Ce sont des plantes élégantes, sclérophylles, avec généralement plus d'une tige et des épis de fleurs décoratifs, mais elles ne sont pas voyantes. En conséquence, elles présentent si peu d'intérêt horticole qu'elles ne sont pas mentionnées dans le très complet Royal Horticultural Dictionary of Gardening.

## Systématique
Le nom correct complet (avec auteur) de ce taxon est Stilbe ericoides (L.) L..
L'espèce a été initialement classée dans le genre Selago sous le basionyme Selago ericoides L..
Stilbe ericoides a pour synonymes :
- Luehea ericoides (L.) F.W.Schmidt
- Selago ericoides L.
- Stilbe virgata Poir.